# Copak je to za vojáka…
Copak je to za vojáka… je česká filmová komedie, kterou v roce 1987 natočil režisér Petr Tuček. Film se natáčel v obcích Janovice nad Úhlavou, Klatovy a Mníšek pod Brdy (Kytín). Vojenská kasárna se nacházejí v Janovicích nad Úhlavou a v Klatovech.

## Děj
Svobodník Kouba slouží u výsadkářů. Má ale jednu slabost – ženy. Toto se mu taky vymstí poté, co se zamiluje do sestry svého velitele, kterému se to vůbec nelíbí. Avšak během vojenského cvičení prokáže své lidské kvality, když zachrání odvozem do nemocnice malého kluka, který si pořezal nohu, nebo objeví prodejce masa na černém trhu. Avšak toto není vše, co svobodníka Koubu potká na cestě do kasáren.

## Obsazení
| Jiří Langmajer      | Milan Kouba    |
| Karel Roden         | kpt. Tůma      |
| Pavel Hejlík        | Šlapetka       |
| Tomáš Valík         | Jirsa          |
| Václav Čížkovský    | Šány Tekely    |
| Ivo Helikar         | Honza          |
| Tomáš Karger        | Trůneček       |
| Veronika Gajerová   | Vlasta         |
| Vítězslav Jandák    | mjr. Průcha    |
| Bronislav Poloczek  | náčelník VB    |
| Miriam Hynková      | babička        |
| Vlasta Meszároszová | Lenka          |
| Ivana Vavrová       | stopařka       |
| Valentina Thielová  | Janečková      |
| Oldřich Velen       | předseda MNV   |
| Jan Pohan           | velitel milice |
| Jan Skopeček        | lesní dělník   |
| Mirko Musil         | průvodčí       |
| Václav Vydra        | příslušník VB  |
| Jan Kraus           | poručík        |
| Daniel Landa        | desátník       |
| Ivan Remta          | pprap. Janda   |
| Filip Švarc         | 1.chlapec      |
| Svatopluk Schuller  | recidivista    |